# Aeroclube do Brasil

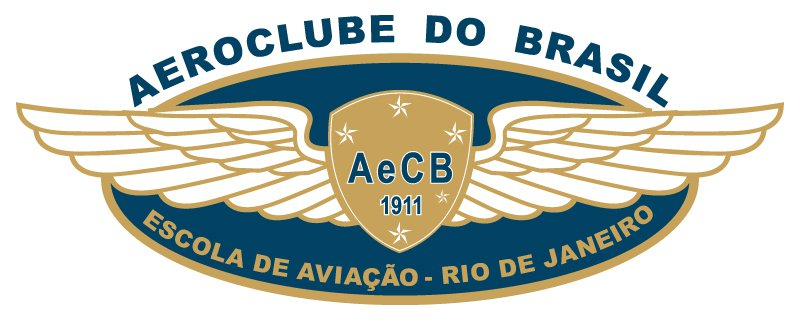
Emblema do aeroclube.

O Aeroclube Brasileiro, posteriormente chamado de Aeroclube do Brasil, foi a primeira escola de aviação criada no Brasil e a segunda do mundo, antecedida apenas pelo "Aéro-Club de France". No Brasil, encontravam-se um grupo de estrangeiros integrado por Roland Garros, Edmond Planchut e Ernesto Darioli, além do italiano Gian Felice Gino, trazendo consigo um monoplano Bleriot. A aviação despertava grande encantamento na população e detinha um grande apreço por parte dos militares.

## História
Fundado em 14 de outubro de 1911, na ata de fundação, constam os nomes de civis e militares ilustres, políticos, professores, homens de negócios.
Sua primeira diretoria teve como presidente de honra o sócio fundador Alberto Santos Dumont, o almirante José Carlos de Carvalho como diretor presidente e Vitorino de Oliveira, redator do jornal A Noite, como seu primeiro diretor secretário.
O primeiro campo de aviação do aeroclube deu origem ao aeródromo militar do Campo dos Afonsos, e os primeiros aviões foram adquiridos com recursos arrecadados em "subscrição pública", os quais foram logo em seguida cedidos ao Exército para servirem pela primeira vez no Brasil como instrumento de observação aérea na Guerra do Contestado Foi também onde morreu o tenente Ricardo Kirk, engenheiro do Exército e diretor da Escola de Aviação do Aeroclube, a primeira vítima da aviação brasileira em operações militares e o patrono da Aviação do Exército.
Devido à demora na recuperação dos aviões emprestados ao Exército, somente em 1916 foi reiniciado o Curso de Pilotagem, sob a direção do Tenente Bento Ribeiro Filho. Em 1917, o aeroclube se filiou à Fédération Aéronautique Internationale (FAI), tendo passado a exercer a função oficial examinadora dos pilotos formados no Brasil, concedendo-lhes os brevês. 
O brevê número 1 foi dado ao piloto Raul Vieira de Melo, tenente do Exército, em 1919. Neste mesmo ano o Exército solicitou as instalações do Campo dos Afonsos para instalar sua própria Escola de Aviação Militar, pelo qual o aeroclube fechou sua escola. O Aeroclube, sob a presidência do deputado Maurício de Lacerda, passou a promover, estimular e a colaborar na criação de Escolas de Aviação em todo o Brasil, credenciando delegados em vários estados. 
Em 1931, com várias escolas de pilotagem no Brasil e a aviação comercial sendo uma realidade, foi criado o Departamento de Aeronáutica Civil no Ministério de Viação e Obras Públicas, que passou a controlar e regulamentar as atividades aéreas civis, esvaziando a função normativa do Aeroclube e reduzia-se a importância da atividade de representação da FAI, pois os brevês concedidos pelo DAC tornavam desnecessários os da FAI, pelo menos para voar dentro do Brasil.
Em 16 de março de 1932, teve seu nome mudado para Aeroclube do Brasil e iniciou-se a construção de um campo de pouso em Manguinhos. Na década de 60, sob argumento que os voos atrapalhavam os aeroportos do Galeão e Santos Dumont, o aeródromo foi fechado. Em 1972, o aeroclube foi transferido para o aeródromo de Jacarepaguá.